# Daiki Itō

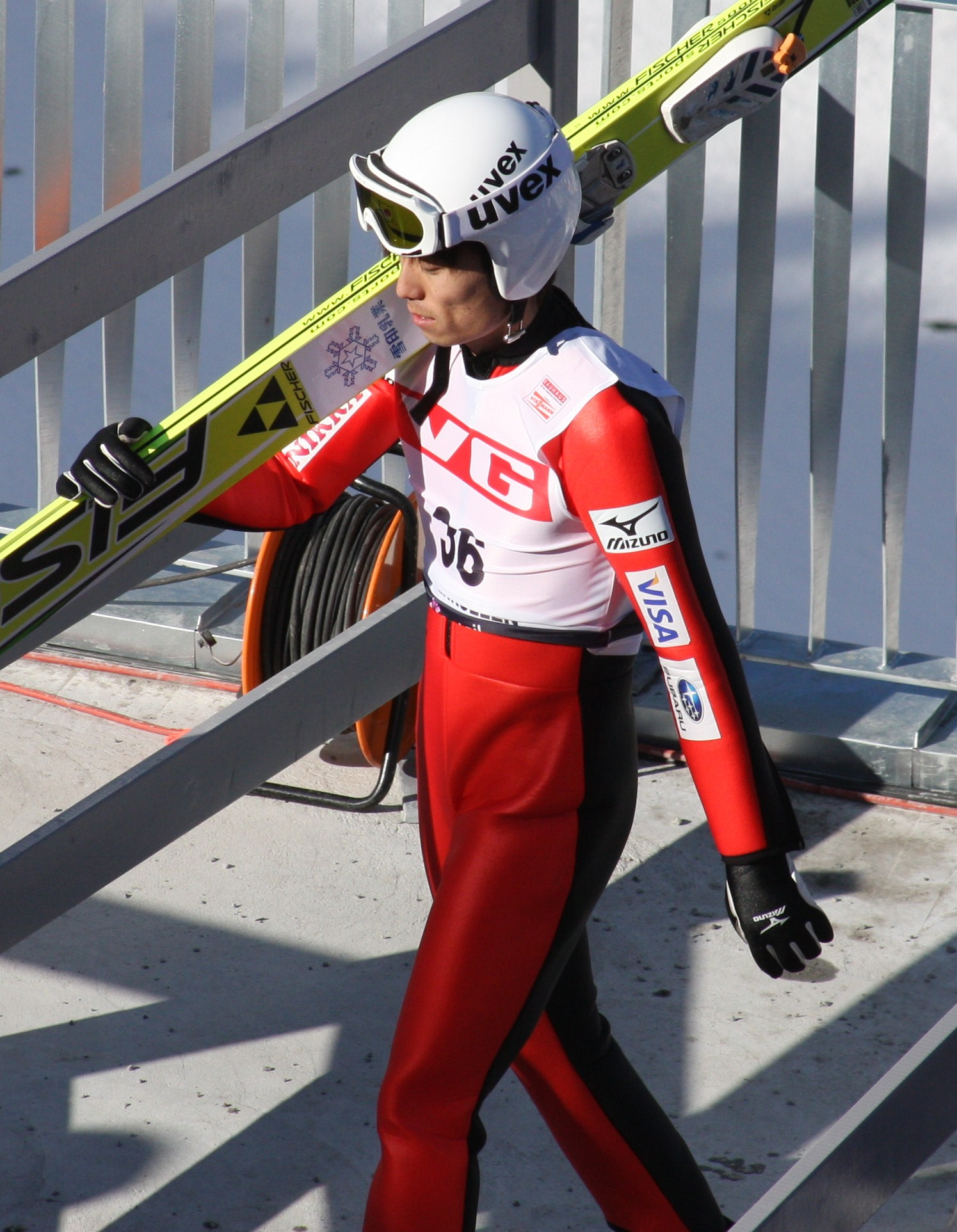
Daiki Itō beim Weltcup in Oslo im März 2010

Daiki Itō (jap. 伊東 大貴, Itō Daiki; * 27. Dezember 1985 in Shimokawa) ist ein ehemaliger japanischer Skispringer. Mit der japanischen Mannschaft gewann er bei den Nordischen Skiweltmeisterschaften 2013 den erstmals ausgetragenen Mixed-Teamwettbewerb.

## Werdegang
Am 26. Januar 2002 gewann Itō die Silbermedaille bei der Junioren-WM in Schonach hinter dem Finnen Janne Happonen. Seit Februar 2002 springt er im Weltcup. Bei den Junioren-Weltmeisterschaften 2003 im schwedischen Sollefteå konnte er den Erfolg von Schonach nicht wiederholen und wurde im Einzel nur 23., während er mit der Mannschaft Neunter wurde. In der Saison 2003/04 holte er seine ersten Weltcuppunkte und wurde 37. in der Weltcup-Gesamtwertung, 2004/05 belegte er als bester Japaner den 13. und 2005/06 den 19. Rang. Bei der Skiflug-Weltmeisterschaft 2004 im slowenischen Planica belegte er mit der japanischen Mannschaft, zusammen mit Noriaki Kasai, Akira Higashi und Hideharu Miyahira, den fünften und im Einzel den 20. Platz.
Am 6. Januar 2005 sprang er beim Abschlussspringen der Vierschanzentournee auf der Paul-Außerleitner-Schanze in Bischofshofen als Dritter erstmals auf das Podium bei einem Weltcupspringen. Bei den Nordischen Skiweltmeisterschaften 2005 in Oberstdorf wurde er in den Einzelwettbewerben 31. (Großschanze) und 36. (Normalschanze), während er mit der japanischen Mannschaft Neunter im Mannschaftswettbewerb wurde. Im Folgejahr später erreichte er am 22. Januar 2006 beim Heim-Weltcup auf der Ōkurayama-Schanze in Sapporo erstmals den zweiten Platz. Bei den Olympischen Winterspielen 2006 in Turin belegte er in den Einzelwettbewerben die Plätze 18 auf der Normalschanze und 42 auf der Großschanze. Mit der japanischen Mannschaft belegte er den sechsten Rang.
Seine ersten Medaillengewinne bei den Herren waren zwei dritte Plätze bei Weltmeisterschaften: Bei der WM 2007 in Sapporo und bei der WM 2009 in Liberec holte er mit dem Team, zusammen mit Shōhei Tochimoto, Takanobu Okabe und Noriaki Kasai, jeweils die Bronzemedaille von der Großschanze. In den Einzelwettbewerben erreichte er in Sapporo 20 (Normalschanze) und 29 (Großschanze) bzw. in Liberec die Plätze 20 (Großschanze) und 22 (Normalschanze). Dazwischen hatte er bei der Skiflug-Weltmeisterschaft 2008 in Oberstdorf mit der Mannschaft den siebten und im Einzel den 27. Platz belegt.
Bei den Olympischen Winterspielen 2010 in Vancouver erreichte er im Springen von der Normalschanze den 15. Platz, von der Großschanze den 20. Platz sowie den fünften Rang im Mannschaftswettbewerb. Bei der nachfolgen Skiflug-Weltmeisterschaft 2010 im slowenischen Planica wurde er 20. im Einzelspringen.
Einen weiteren Höhepunkt erlebte Daiki Itō im Sommer 2010. In der Sommerserie des Skispringens setzte sich Itō, unter anderem durch drei Siege in Courchevel, Einsiedeln und Hakuba, frühzeitig an der Spitze ab. Obwohl er aus Gründen der Wintervorbereitung auf die letzten beiden Wettbewerbe verzichtete und damit seinen Gesamtsieg aufs Spiel setzte, konnte er doch erstmals den Sommer-Grand-Prix für sich entscheiden. Bei den Weltmeisterschaften 2011 im norwegischen Oslo wurde er 13. von der Normal- und 18. von der Großschanze. In den Mannschaftswettbewerben reichte es für die Japaner nicht zu Edelmetall und Itō belegte mit seinen Mannschaftskameraden die Plätze fünf (Normalschanze) und sechs (Großschanze).
Am 15. Januar 2012 konnte Itō beim Springen am Kulm mit Platz zwei hinter Anders Bardal seine erste Podestplatzierung im Skifliegen erreichen. Knapp zwei Wochen später gelang ihm dann in Sapporo der erste Weltcupsieg, mit lediglich 0,1 Punkten Vorsprung konnte er sich vor dem Norweger Anders Bardal durchsetzen. Bereits am Folgetag konnte er seinen zweiten Sieg feiern. Insgesamt gelangen ihm in dieser Saison vier Siege und mit dem vierten Platz im Gesamtweltcup seine bis dato mit Abstand beste Platzierung. Bei der Skiflug-Weltmeisterschaft 2012 im norwegischen Vikersund errang er sowohl mit der japanischen Mannschaft, als auch im Einzel jeweils den Fünften Rang.
Bei den Nordischen Skiweltmeisterschaften 2013 im Val di Fiemme gewann er gemeinsam mit Yūki Itō, Sara Takanashi und Taku Takeuchi die Goldmedaille im erstmals ausgetragenen Mixed-Teamwettbewerb. Mit der japanischen Herren-Mannschaft wurde er Fünfter von der Großschanze, während er in den Einzelwettbewerben Plätze zehn (Großschanze) und 15 (Normalschanze) belegte. Im darauffolgenden Jahr gewann er zusammen mit Reruhi Shimizu, Taku Takeuchi und Noriaki Kasai bei den Olympischen Winterspielen 2014 in Sotschi die Bronzemedaille im Mannschaftswettbewerb. Im Einzelwettbewerb auf der Großschanze belegte er den neunten Rang, auf der Normalschanze kam er nicht zum Einsatz. Bei den Weltmeisterschaften 2015 im schwedischen Falun verpasste er mit der japanischen Mannschaft als Vierter von der Großschanze hinter Polen nur knapp eine weitere WM-Medaille. Im Einzel erreichte er den zwölften Rang auf der Normal- und den 28. Platz von der Großschanze.
Bei den Nordischen Skiweltmeisterschaften 2017 in Lahti gewann er die Bronzemedaille im Mixed-Teamwettbewerb, während er mit der Männermannschaft Siebter von der Großschanze wurde. In den Einzelwettbewerben reichte es zu den Rängen zehn (Normalschanze) und 15 (Großschanze). Am 19. März 2017 stellte er am Vikersundbakken mit einer Weite von 243 Metern einen neuen japanischen Rekord im Skifliegen auf. Im Februar nahm er in Pyeongchang zum vierten Mal an den Olympischen Winterspielen teil und startete dabei in zwei von drei Wettbewerben. Im Einzelwettbewerb auf der Normalschanze belegte er den 20. Platz und mit der japanischen Mannschaft landete er auf Rang sechs auf der Großschanze. Bei den Weltmeisterschaften 2019 in Seefeld in Tirol gewann er mit seinen Mannschaftskameraden Yukiya Satō, Junshirō Kobayashi und Ryōyū Kobayashi die Bronzemedaille im Mannschaftsspringen. In den Einzelwettbewerben belegte er die Plätze 20 von der Groß- und 34 von der Normalschanze.
Am 26. März 2022 bestritt Itō beim Mannschaftsskifliegen in Planica seinen letzten Wettbewerb.

## Erfolge

### Weltcupsiege im Einzel
| Nr. | Datum           | Ort       | Typ         |
| --- | --------------- | --------- | ----------- |
| 1.  | 28. Januar 2012 | Sapporo   | Großschanze |
| 2.  | 29. Januar 2012 | Sapporo   | Großschanze |
| 3.  | 4. März 2012    | Lahti     | Großschanze |
| 4.  | 8. März 2012    | Trondheim | Großschanze |

### Weltcupsiege im Team
| Nr. | Datum            | Ort         | Typ                      |
| --- | ---------------- | ----------- | ------------------------ |
| 1.  | 6. Dezember 2013 | Lillehammer | Normalschanze Mixed-Team |

### Grand-Prix-Siege im Einzel
| Nr. | Datum           | Ort        | Typ         |
| --- | --------------- | ---------- | ----------- |
| 1.  | 13. August 2010 | Courchevel | Großschanze |
| 2.  | 15. August 2010 | Einsiedeln | Großschanze |
| 3.  | 28. August 2010 | Hakuba     | Großschanze |

### Continental-Cup-Siege im Einzel
| Nr. | Datum          | Ort     | Typ           |
| --- | -------------- | ------- | ------------- |
| 1.  | 4. Januar 2004 | Planica | Normalschanze |

## Statistik

### Weltcup-Platzierungen
| Saison  | Platz | Punkte |
| ------- | ----- | ------ |
| 2003/04 | 37.   | 0091   |
| 2004/05 | 13.   | 0511   |
| 2005/06 | 19.   | 0267   |
| 2006/07 | 60.   | 0026   |
| 2007/08 | 31.   | 0133   |
| 2008/09 | 29.   | 0193   |
| 2009/10 | 16.   | 0359   |
| 2010/11 | 15.   | 0413   |
| 2011/12 | 04.   | 1131   |
| 2012/13 | 26.   | 0298   |
| 2013/14 | 21.   | 0335   |
| 2014/15 | 16.   | 0513   |
| 2015/16 | 16.   | 0476   |
| 2016/17 | 24.   | 0294   |
| 2017/18 | 63.   | 0008   |
| 2018/19 | 32.   | 0145   |
| 2019/20 | 24.   | 0285   |
| 2020/21 | 55.   | 0021   |
| 2021/22 | 39.   | 0088   |

### Grand-Prix-Platzierungen
| Saison | Platz | Punkte |
| ------ | ----- | ------ |
| 2004   | 15.   | 116    |
| 2005   | 42.   | 029    |
| 2006   | 20.   | 109    |
| 2007   | 20.   | 107    |
| 2008   | 06.   | 264    |
| 2009   | 07.   | 251    |
| 2010   | 01.   | 530    |
| 2011   | 16.   | 164    |
| 2013   | 51.   | 046    |
| 2015   | 45.   | 053    |
| 2016   | 20.   | 102    |
| 2017   | 37.   | 049    |
| 2018   | 16.   | 110    |
| 2019   | 27.   | 085    |
| 2021   | 21.   | 095    |

### Schanzenrekorde
| Ort           | Land       | Weite               | aufgestellt am | Rekord bis     |
| ------------- | ---------- | ------------------- | -------------- | -------------- |
| Bischofshofen | Österreich | 143,0 m (HS: 140 m) | 6. Januar 2005 | 5. Januar 2017 |
| Trondheim     | Norwegen   | 141,0 m (HS: 140 m) | 8. März 2012   | 6. März 2014   |